# دامينوزيد
دامينوزيد (بالإنجليزية: Daminozide)‏ - المعروف أيضًا باسم آلار (بالإنجليزية: Alar)‏ أو كيلر (بالإنجليزية: Kylar)‏ أو بي ناين (بالإنجليزية: B-NINE)‏ أو دماسا (بالإنجليزية: DMASA)‏ أو ساده (بالإنجليزية: SADH)‏ أو بي 995 (بالإنجليزية: B 995)‏ - هو هرمون نباتي مُنظم لنمو النباتات، وهي مادة كيميائية يتم رشها على الفاكهة لتنظيم النمو، وجعل الحصاد أكثر سهولة، ومنع التفاح من السقوط قبل نُضج الأشجار بحيث تكون حمراء وثابتة للتخزين. تم اعتماده لأول مرة للاستخدام في الولايات المتحدة في عام 1963. كان يستخدم في المقام الأول على التفاح حتى عام 1989، عندما سحبته الشركة المصنعة طوعًا بعد أن اقترحت وكالة حماية البيئة الأمريكية حظره بناءً على المخاوف بشأن مخاطر السرطان على المستهلكين.
تم إنتاجه في الولايات المتحدة بواسطة الشركة الملكية الموحدة الكيميائية (بالإنجليزية: Uniroyal Chemical Company، Inc)‏ (التي تم دمجها الآن مع شركة تشيمتورا (بالإنجليزية: Chemtura Corporation)‏)، وكانت قد سجلت مادة دامينوزيد لاستخدامها في الفواكه المخصصة للاستهلاك البشري في عام 196. بالإضافة إلى التفاح ونباتات الزينة، سجلوا أيضًا لاستخدامهم في الكرز والخوخ والكمثرى والعنب وزراعة الطماطم والفول السوداني. يؤثر الدامينوزيد على بدء تدفق البراعم، ونضج مجموعة الفاكهة، وثبات وتلوين الثمار، وانخفاض ما قبل الحصاد، وجودة الفاكهة في السوق عند الحصاد وأثناء التخزين. في عام 1989، جعلت وكالة الحماية البيئية الأمريكية الدامينوزيد من المحظورات على المحاصيل الغذائية الأمريكية، ولكن ما يزال يسمح للمحاصيل غير الغذائية مثل نباتات الزينة.

## حملة الحظر
في عام 1985، درست الوكالة تأثيرات المادة على الفئران والهامستر، واقترحت حظر استخدامها على المحاصيل الغذائية. وقدموا الاقتراح إلى الفريق الاستشاري العلمي (SAP)، الذي خَلُصَ إلى أن الاختبارات لم تكن كافية لتحديد مدى مسببات المواد المسببة للسرطان. اكتشفوا لاحقًا أن أحد أعضاء الفريق على الأقل له صلة مالية مع الشركة المُصنعة، وكذلك لدى آخرين روابط مالية مع الصناعة الكيميائية.
في العام التالي، تراجعت الوكالة عن الحظر المقترح، وطلبت من المزارعين تقليل استخدامه بنسبة 50٪. حثت الأكاديمية الأمريكية لطب الأطفال وكالة حماية البيئة على حظر دامينوزيد، وأعلن بعض المصنعين وسلاسل محلات الأسواق أنهم لن يقبلوا التفاح المعالج.
في تقرير عام 1989، أفاد مجلس الدفاع عن الموارد الطبيعية (NRDC) أنه على أساس دراسة تمت مراجعتها من قِبل نظير لمدة عامين، كان الأطفال في «خطر لا يطاق» من مجموعة واسعة من المواد الكيميائية المحتملة الفتاكة، بما في ذلك الدامينوزيد، بالنسبة للكمية المسموح بها قانوناً. وفقًا لتقديراتهم، «قدرت نسبة التعرض لمرحلة ما قبل المدرسة إلى خطر الإصابة بالسرطان بنسبة 240 مرة أكثر من خطر الإصابة بالسرطان الذي تعتبره الوكالة مقبولًا بعد العمر الكامل للتعرض».
في فبراير 1989، بث البرنامج التلفزيوني لـ 60 دقيقة من محطة CBS قصة عن هذه المادة والذي تضمن تقريرًا لمجلس الدفاع عن الموارد الطبيعية يسلط الضوء على مشاكل المادة الكيميائية.
في عام 1989، بعد بث المحطة، قررت وكالة حماية البيئة الأمريكية حظره على أساس أن «التعرض طويل الأجل» يشكل «مخاطر غير مقبولة على الصحة العامة». ومع ذلك، في يونيو 1989 - قبل بدء سريان القرار الأول بحظر جميع الاستخدامات الغذائية للمادة- وافقت الشركة المنتجة على إيقاف جميع المبيعات المحلية للاستخدامات الطوعية.

## وجهات النظر الحالية
لا يزال الخلاف والجدل حول سلامة الدامينوزيد ومدى ملاءمة الرد عليها. لا يزال يصنف على أنه مادة مسرطنة محتملة للإنسان من قبل وكالة حماية البيئة، كما أنه مدرج كمسرطن معروف تحت اسم بروب 65 في كاليفورنيا.
تتطلب الفحوصات المخبرية التي دفعت الخوف وجود كمية من الدامينوزيد تساوي أكثر من 5000 جالون (20000 لتر) من عصير التفاح يوميًا. أجرى اتحاد المستهلكين دراساته الخاصة وتقدر أن خطر الإصابة بسرطان حياة الإنسان كان 5 حالات لكل مليون حالة، مقارنةً بالرقم المذكور سابقًا وهو 50 لكل مليون. بشكل عام، تعتبر وكالة الحماية أن مخاطر الإصابة بالسرطان مدى الحياة التي تزيد عن 1 لكل مليون سبب للقرار.